# 유림면
유림면(柳林面)은 대한민국의 경상남도 함양군에 설치된 면이다. 넓이는 29.68km2이고, 인구는 2008년 기준으로 1,972명이다.

## 법정리
- 국계리(菊溪里)
- 대궁리(大宮里)
- 서주리(西洲里)
- 손곡리(蓀谷里)
- 옥매리(玉梅里)
- 웅평리(熊坪里)
- 유평리(柳坪里)
- 장항리(獐項里)
- 화촌리(花村里): 유림면 행정복지센터 소재지

## 교육
- 유림초등학교
- 대웅초등학교 (폐교) - 유림북로 235 (옥매리)